# Остри-Пазлак
Остри-Пазлак (болг. Остри пазлак) — село в Болгарии. Находится в Смолянской области, входит в общину Смолян. Население составляет 18 человек.

## Политическая ситуация
В местном кметстве Подвис, в состав которого входит Остри-Пазлак, должность кмета (старосты) исполняет Здравко Младенов Беделев (коалиция в составе 2 партий: Союз демократических сил (СДС) и национальное движение «Симеон Второй» (НДСВ)) по результатам выборов правления кметства в 2007 году.
Кмет (мэр) общины Смолян — Николай Тодоров Мелемов (Граждане за европейское развитие Болгарии (ГЕРБ)) по результатам выборов 2011 года, прежде кметом была Дора Илиева Янкова (Болгарская социалистическая партия (БСП)) по результатам выборов 2007 года в правление общины.